# Președinția lui Nicușor Dan

Portretul oficial, 26 mai 2025

Actualul mandat de președinte al României a lui Nicușor Dan a început odată cu învestirea sa ca al 6-lea președinte pe 26 mai 2025. Dan, candidat independent și primar general al Bucureștiului, a preluat funcția în urma victoriei sale electorale asupra candidatului AUR George Simion în turul doi al alegerilor prezidențiale în 2025.

## Alegerile din 2025
Dan, care a ocupat anterior funcția de Primar Feneral al Bucureștiului din 2020 până în 2025, și-a anunțat candidatura pe 16 decembrie 2024, decizie luată în urma unui sondaj.
Pe 7 martie 2025, Dan și-a depus candidatura pentru alegerile prezidențiale la Biroul Electoral Central. Pe 29 martie, Nicușor Dan a declarat că a strâns 2,7 milioane de lei din donații înaintea campaniei pentru alegerile prezidențiale din 2025, adică 540.000 de euro, iar doi afaceriști i-au dat nu mai puțin de 1,31 milioane de lei (262.000 de euro). Partidul Social Democrat (PSD) a afirmat că Dan are obligația legală de a face public numele celor care i-au donat pentru campania prezidențială sume mai mari de 40.500 de lei. Dan se întreabă retoric „câți bani publici au fost deja cheltuiți pentru pre-campania lui Antonescu”.

Dan și Simion în dezbatere pe 8 mai; Dan a câștigat alegerile cu 53,6%–46,4% zece zile mai târziu

Simion, care a obținut 40,9% din voturi în primul tur, s-a confruntat cu Dan, care a obținut 20,9% din voturi, în al doilea tur care a avut loc la 18 mai 2025. Dan a câștigat cu 53,6% față de 46,4% pentru Simion. Deși inițial și-a recunoscut înfrângerea, Simion a depus ulterior o contestație la CCR, invocând ingerințe străine. Curtea a respins contestația și a validat alegerile pe 22 mai.

### Analiza victoriei
Analiștii au atribuit victoria neașteptată a lui Dan din turul al doilea prezenței mai ridicate la vot. Dan l-a învins pe Simion în special în rândul alegătorilor din mediul urban, al femeilor și al minorităților etnice. Editorialistul Andrew Higgins de la The New York Times a opinat, de asemenea, că victoria lui Dan a indicat faptul că alegătorii „au dorit o cale de mijloc între taberele politice profund polarizate”, în timp ce Atlantic Council a susținut că Dan a beneficiat de faptul că nu era asociat cu guvernul aflat la putere și că „românii au votat pentru Europa și democrație, nu pentru naționalism, dar par să dorească totodată și o schimbare. Analistul politic și liderul grupului AUR din Senat, Petrișor Peiu, a atribuit victoria lui Dan atât eforturilor sale de mobilizare, cât și unor decizii „mai puțin inspirate” ale AUR.

## Inaugurare și primele 100 de zile
Inaugurarea a avut loc pe 26 mai la palatul prezidential Cotroceni. În discursul său de inaugurare, Dan a spus că statul român are nevoie de o „schimbare fundamentală” și „presiune pozitivă” pe instituțiile sale pentru ca acestea să se reformeze. El că va susține crearea unui fond de garantare a investițiilor românești din Republica Moldova și extinderea schimburilor culturale și academice. În același timp, partenera lui Dan de 20 de ani, Mirabela Grădinaru, a devenit deținătoarea titlului neoficial de Prima Doamnă a României.

## Politică internă

### Corupția
Pe 29 mai 2025, Curtea Constituțională a României (CCR) a decis că declarațiile de avere și interese ale funcționarilor publici, inclusiv informațiile referitoare la bunurile și veniturile soților și rudelor acestora, nu mai trebuie să fie accesibile publicului. Decizia a fost criticată de jurnalistul Cristian Tudor Popescu, care a descris-o drept un obstacol pentru transparența guvernamentală și un regres în ceea ce privește agenda anti-corupție din Dan. Dan a criticat decizia, afirmând „În cazul în care motivarea deciziei identifică deficiențe de natură tehnică în cadrul legislativ actual, este responsabilitatea Parlamentului să le corecteze cu celeritate”.

### Economie
La momentul în care Dan a preluat mandatul, România a cunoscut cu 4,9% cea mai mare rată a inflației din UE.

## Politica externă

### Uniunea Europeană

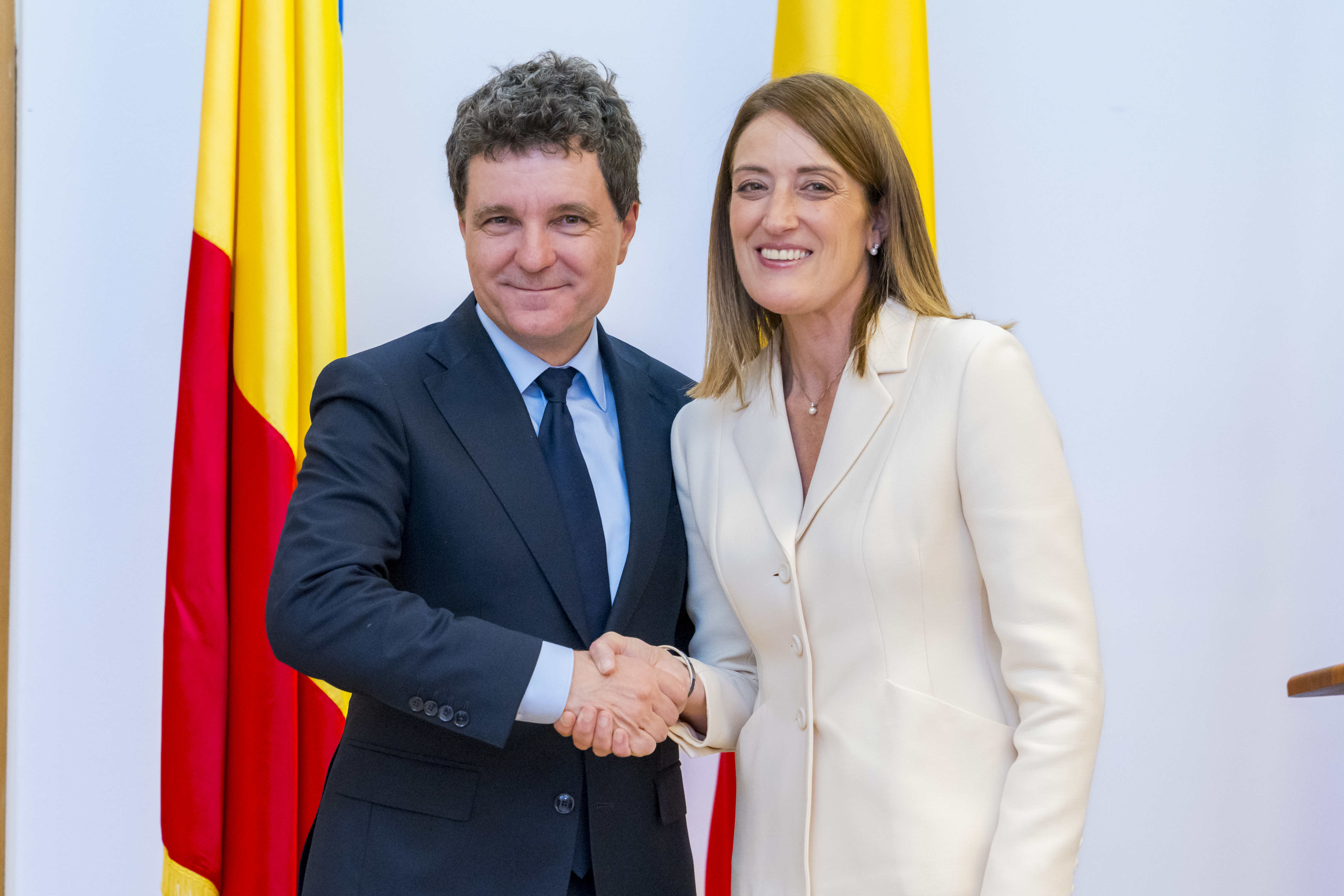
Întâlnirea lui Dan cu președintele Parlamentului European, Roberta Metsola, 21 mai 2025

Dan a declarat că este pro-Uniunea Europeană și pro-Occident. Dan a subliniat constant angajamentul României față de Uniunea Europeană, descriind-o ca fiind esențială pentru stabilitatea politică, securitatea și prosperitatea țării. Câțiva lideri europeni l-au felicitat pe Dan pentru alegerea sa, inclusiv președintele Franței, Emmanuel Macron, președintele Ucrainei, Volodîmîr Zelenski, președinta Republicii Moldova, Maia Sandu, prim-ministrul Poloniei, Donald Tusk, și președinta Comisiei Europene, Ursula von der Leyen.

### Statele Unite ale Americii
Pe 27 mai 2025, Dan a susținut un apel telefonic cu președintele american Donald Trump, care anunțase pe 21 mai numirea lui Darryl Nirenberg în funcția de ambasador al Statelor Unite în România. În ziua următoare, Dan a declarat „SUA este cel mai apropiat aliat și partener strategic vital al României”. Pe 21 iulie 2025, Dan a fost invitat oficial la Casa Albă de Donald Trump.

### Republica Moldova
Pe 8 iunie 2025, Dan a anunțat prima sa vizită în Republica Moldova.

### Ucraina
Președintele Nicușor Dan susține suveranitatea și integritatea teritorială a Ucrainei și a avut mai multe întâlniri cu președintele Volodimir Zelenski.
În 2024 și 2025, au avut loc mai multe conflicte între Biserica Ortodoxă a Ucrainei, sprijinită de statul ucrainean, și enoriașii români, afiliați Bisericii Ortodoxe Ucrainene, care s-a desprins de Patriarhia Moscovei în 2022. Un exemplu a avut loc în iunie 2025, și anume confiscarea de către autoritățile ucrainene de la Mitropolia lui Meletie Egorenko a Catedralei mitropolitane din Cernăuți, unde se țineau slujbe și în limba română, și transferarea ei către Episcopia lui Feognost Bodoriak, care a declarat "astăzi s-a oficiat aici prima slujbă în limba ucraineană". Preluarea a fost violentă, având loc bătăi între vechii enoriași, inclusiv români, și susținătorii lui Feognost, sprijiniți de trupele de forță ale autorităților. Mitropolitul Meletie a fost lovit în cap cu un obiect dur, în timpul confruntărilor. O soartă similară au avut și bisericile Sfântul Nicolae și Sf. Petru și Pavel. Organizațiile românești din Ucraina au cerut sprijinul președintelui român Nicușor Dan împotriva abuzurilor Bisericii Ortodoxe a Ucrainei, dar acesta nu a luat o poziție publică în acest sens.